# Kostel Nanebevzetí Panny Marie (Malá Morava)
Kostel Nanebevzetí Panny Marie je farní kostel v obci Malá Morava. Jednolodní raně barokní stavba z roku 1689 byla přestavěna v 18. století. Je na seznamu chráněných kulturních památek ČR. Zdejším administrátorem excurrendo je P. Mgr. Artur Andrzej Górka.

## Historie
Jeden z prvních katolických kostelů, které byly postaveny po třicetileté válce. Vystavěn byl v letech 1688–1689 společným přispěním obcí Malá a Velká Morava a Vojtíškov. Malá Morava měla již v polovině 14. století kostel s farou, která až do roku 1421 patřila k biskupství v Litomyšli. Od roku 1563 stál v Malé Moravě dřevěný kostelík, který dal postavit Václav ze Zvole místo zchátralé modlitebny. Až do roku 1621 zde působili protestantští pastoři. V 18. století byla přistavěna předsíň bočního vchodu a v 19. století předsíň hlavního vchodu.

## Popis kostela

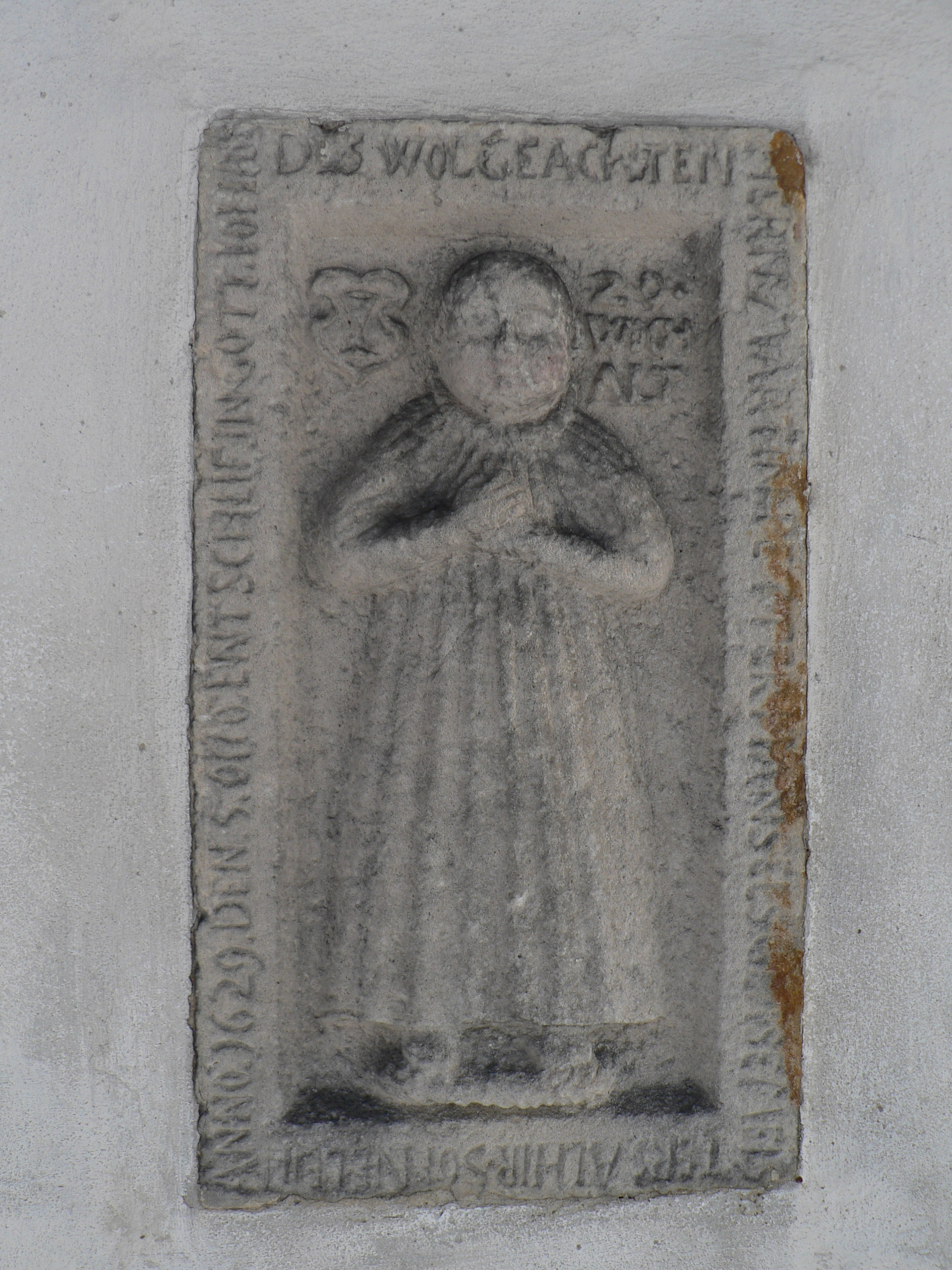
Figurální náhrobník Jana Hansela (1629)

V areálu hřbitova stojící podélná jednolodní stavba s trojboce ukončeným kněžištěm k jehož severní straně přiléhá čtyřboká sakristie. V ose západního průčelí lodi je čtyřpodlažní hranolová věž zakončená bání s vetknutým křížem. Hladké fasády lodi jsou prolomeny okny rozmístěnými do dvou etáží: v přízemí jsou okna půlkruhová, nad nimi obdélná se segmentem a záklenkem. Hlavní vstup do kostela, chráněný čtyřbokou zaklenutou předsíní, vede podvěžím. Portál s půlkruhovým záklenkem v podvěží má na klenáku reliéfní letopočet 1688. Na západní stěně předsíně je zazděn figurální náhrobník Jana, syna místního sklenářského mistra Martina Petra Hansela z roku 1629. Další předsíň je přistavěna ze severní strany lodi a má kamenný portál s obloukem, k němuž vede kamenné schodiště s balustrádovým zábradlím.
Zařízení kostela je převážně z 50. – 60. let 18. století. Hlavní oltář má portálové retabulum, jehož střed tvoří monumentální oválný rám s novodobým obrazem Panny Marie. Nad bočními portály oltáře jsou velké figury andělů a světlonošů. Mistr hlavního oltáře zhotovil také kazatelnu. K jednotnému vybavení náleží také křtitelnice kalichového tvaru a dvoudílné varhany. Jejich autorem je Karl Welzel z Králík. Pozitiv v zábradlí zdobí polychromované postavy dvou andělů se zlacenými křídly. Varhany jsou umístěny na dřevěné kruchtě s kuželkovým parapetem, na kterou navazují tribuny při bočních zdech.